# Das Arche Noah Prinzip
Das Arche Noah Prinzip is een Duitse sciencefictionfilm uit 1984, geregisseerd en geschreven door Roland Emmerich.

## Verhaal
In 1997 wordt onderzoek gedaan naar een mogelijke beheersing van het weer. De technische uitrusting hiervoor is aan boord van het ruimtestation Florida Arklab, dat gezamenlijk wordt beheerd door de Verenigde Staten en Europa. Daar onderzoeken de twee astronauten Max Marek en Billy Hayes de mogelijkheden om microgolven te gebruiken om klimaat- en weersomstandigheden op aarde te beïnvloeden. Wanneer er een revolutie plaatsvindt in Saoedi-Arabië, wordt de technologie voor weersbeheersing misbruikt voor militaire doeleinden. De controle over het burgerstation wordt overgenomen door het Amerikaanse leger. Het effect van microgolfstraling wordt gebruikt als dekmantel voor Amerikaanse troepen tegen satellietgebaseerde verkenning en is bedoeld om een militaire interventie van de Verenigde Staten in Saoedi-Arabië voor de VN te verbergen. De twee astronauten Hayes en Marek ontdekken dit en proberen verder gebruik te voorkomen, aangezien de bestraling van de getroffen gebieden zeer waarschijnlijk tot ernstige natuurrampen zal leiden. Dit beschadigt het reactorsysteem van het station.
Na de sabotage van het systeem zouden de twee astronauten Eva Thompson en Gregor Vandenberg het systeem opnieuw moeten kunnen gebruiken. Ze zullen aan boord van het ruimtestation komen als vervanging voor de Space Shuttle Maryland. Gregor is bevoegd om de bevelen van het leger met geweld af te dwingen, Eva zou haar moeten beïnvloeden door haar relatie met Max. Gregor krijgt de opdracht om om militaire redenen verdere straling uit te voeren en wordt door het leger onder enorme druk gezet om het uit te voeren. Max probeert hem tegen te houden en Gregor is zwaargewond door geweerschoten. Door de microgolfzenders weer te gebruiken ontstaat er echter een kernsmelting in het reeds beschadigde reactorsysteem. Gregor sterft terwijl hij het station probeert te verlaten. Max bezwijkt aan Eve's ernstige schotwonden. Billy en Eva kunnen zichzelf redden met de Space Shuttle voordat het ruimtestation wordt vernietigd.
Billy rapporteert het hele verhaal aan zijn superieur Felix Kronenberg op aarde. De laatste vertelt hem vervolgens dat de moessons vroeg zijn begonnen door de microgolfstraling in India en dat dit tot gigantische overstromingen heeft geleid. Het aantal slachtoffers is erg groot. Vervolgens worden Eva en Billy door soldaten meegenomen. Kort daarna hoort Felix in het nieuws dat de twee naar verluidt zijn gestorven aan stralingsschade die ze tijdens de ramp in het station hebben opgelopen. Vervolgens vernietigde hij de verhoorgegevens.

## Rolverdeling
| Acteur           | Personage         |
| ---------------- | ----------------- |
| Richy Müller     | Billy Hayes       |
| Franz Buchrieser | Max Marek         |
| Aviva Joel       | Eva Thompson      |
| Matthias Fuchs   | Felix Kronenberg  |
| Nikolas Lansky   | Gregor Vandenberg |
| Matias Heller    | Bewaker           |

## Productie
De opnames vonden plaats in Böblingen (Baden-Württemberg) en de voormalige Concordia-wasmachinefabriek in Maihingen (Beieren).

### Release
De film ging in première op 22 februari 1984 op het Internationaal filmfestival van Berlijn.

## Prijzen en nominaties
| Jaar | Prijs                                                 | Categorie  | Genomineerde(n) | Uitslag     |
| ---- | ----------------------------------------------------- | ---------- | --------------- | ----------- |
| 1984 | Internationaal filmfestival van Berlijn (Gouden Beer) | Beste film | Roland Emmerich | Genomineerd |
| 1986 | Fantasporto                                           | Beste film | Roland Emmerich | Genomineerd |